# Рене Огюст Кайе
Рене Огюст Кайе (на френски: René August Caillié) е френски пътешественик, изследовател на Африка, първият европеец посетил Тимбукту и завърнал се жив от там.

## Ранни години (1799 – 1815)
Роден е на 19 ноември 1799 година в Мозе сюр льо Миньон, департамент Дьо Севър, регион Поату-Шарант, Франция, в бедно семейство. Баща му, Франсоа Кайе, работи като хлебар, но четири месеца преди раждането на Рене е обвинен в дребна кражба и е осъден на 12 години тежък труд в наказателна колония в Рошфор, където през 1808 г., на 46-годишна възраст, умира. Майката му, Елизабет Лепин, умира три години по-късно през 1811 на 38-годишна възраст. След като остава сирак на 11 години, за Рене и неговата 18-годишна сестра Селестре се грижи баба им.

## Пътешествия в Западна Африка (1815 – 1828)
След прочитането на „Робинзон Крузо“ от Даниел Дефо, едва на 16 години, Кайе напуска дома си и се записва като член на екипаж на френски военен кораб, плаващ в Сен Луи на брега на днешен Сенегал в Западна Африка, където съвършено изучава арабски език и се запознава с бита и обичаите на местните жители. След това Кайе прекосява Атлантическия океан и посещава Гваделупа. Две години по-късно, през 1818 г., отново се завръща в Западна Африка, като придружава британска експедиция през пустинята Форло до Бакел на река Сенегал. За известно време се връща във Франция, но през 1824 отново е в Сенегал.
По това време Френското географско дружество определя голямата сума за онова време от 10 хил. франка, за този който успее да се добере до центъра на арабската търговия в Западна Африка – Тимбукту, от която оферта бедния Кайе живо се заинтересува. Прекарва осем месеца северно от река Сенегал, където живее сред местните маври и се запознава основно със законите и обичаите на исляма. След завръщането си представя своя проект пред френския управител на Сенегал, но той не е приет и Кайе отива в Сиера Леоне (тогава британска колония) и се хваща на работа като надзирател в плантация за индиго.
На 19 април 1827 г., с 2000 франка в джоба и преоблечен като мюсюлманин, Кайе се присъединява към един арабски керван с версията, че е арабин от Египет отвлечен от френските власти в Сенегал и искащ да се върне в родината си. Преминава през платото Фута Джалон достига до Куруса (10°37′ с. ш. 9°52′ з. д. / 10.616667° с. ш. 9.866667° з. д., на река Нигер) и оттам тръгва на изток, а след това на север и достига до Джене (14°00′ с. ш. 4°30′ з. д. / 14° с. ш. 4.5° з. д., на река Бени). След това по реките Бени и Нигер на 20 април 1828 след едногодишно пътуване (пет месеца прекарва на едно място поради сериозно заболяване) се спуска до Тимбукту.
След като прекарва две седмици (20 април – 4 май) в Тимбукту се присъединява към търговски керван и става първият европеец, който пресича Сахара от юг на север до Мароко, като открива източната част на пясъчната пустиня Ел Джуф, платото Ел Еглаб (580 м), пустинята Ерг Игиди и оазисите Араван, Таудени и Тафилалет. На 12 август преминава през Фес и през есента на 1828 завършва експедицията си в Танжер, а оттам се завръща във Франция.

## Следващи години (1828 – 1838)
След завръщането си в Париж Кайе представя пред Френското географско дружество неопровержими доказателства за посещението си в Тимбукту и получава своите 10 хил. франка, но не изпитва особена радост. Той е особено разочарован от Тимбукту – приказния град, който той така се стреми да достигне изглежда особено неприятно: кални тесни улички, занемарени къщи, дрипаво облечени жители, мръсни и грозни пазарни площади. Преди него Тимбукту е посетен от още двама европейци Мунго Парк през 1805 и Александър Гордън Ленг през 1826, но само Кайе успява да се върне жив от там.
През 1830 излиза книгата му „Journal d'un voyage á Tembouctou et à Djenne dans l'Afrique centrale“ (Vol. 1 – 3, Paris, 1830) и е признат за първия европеец, който успява да пресече Африка от юг на север, от Гвинейския залив до Средиземно море.
Кайе се оженва и се оттегля в Ла Грипери Сен Симфориан, близо до родното му място, където на 17 май 1838 година умира от туберкулоза на 38-годишна възраст.